# Chrysorabdia bivitta
Chrysorabdia bivitta är en fjärilsart som beskrevs av Walker 1856. Chrysorabdia bivitta ingår i släktet Chrysorabdia och familjen björnspinnare. Inga underarter finns listade i Catalogue of Life.